# Kalborn
Kalborn es una localidad perteneciente a la comuna de Clervaux, en el cantón de Clervaux, Luxemburgo.

## Geografía
Se encuentra a una altitud de 483,62 m s. n. m.

## Demografía
Hasta febrero de 2024 la población era de 58 habitantes.
| Gráfica de evolución demográfica de Kalborn entre 1981 y 2024 |
|                                                               |
| Datos según City Population y Clervaux.lu.                    |